# Bill Walker (politiker)
William M. Walker, kaldet Bill Walker (født 16. april 1951) er en amerikansk advokat og politiker. Han var delstatens Alaskas  11. guvernør fra 1. december 2014 indtil 3. december 2018.
Bill Walker er født i Fairbanks, Alaska i 1951. Han voksede op i Delta Junction og Valdez i Alaska. Han er uddannet jurist og har været borgmester i Valdez. Ved guvernørvalget i Alaska i 2010 stillede Bill Walker op som republikansk kandidat ved primærvalget, hvor han tabte til den senere vinder af guvernørvalget Sean Parnell. Ved guvernørvalget i 2014 stillede op han som uafhængig kandidat sammen med demokraten Byron Mallott som sin viceguvernørkandidat. De vandt guvernørvalget over Sean Parbell og Dan Sullivan.